# The Stenographer's Friend; Or, What Was Accomplished by an Edison Business Phonograph
The Stenographer's Friend; Or, What Was Accomplished by an Edison Business Phonograph è un cortometraggio muto del 1910. Il nome del regista non viene riportato nei credit del film.

## Trama
In ufficio, una stenografa non riesce a star dietro a tutto il lavoro che si accumula. Un nuovo strumento, un fonografo, potrà aiutarla ad evadere il lavoro arretrato.

## Produzione
Il film fu prodotto dalla Edison Manufacturing Company.

## Distribuzione
Distribuito dalla General Film Company, il film - un cortometraggio di otto minuti - uscì nelle sale cinematografiche statunitensi il 29 settembre 1910.
Copia della pellicola si trova conservata negli archivi della Library of Congress. Il film è stato distribuito in DVD in un cofanetto dal titolo More Treasures from American Film Archives (1894-1931) contenente una cinquantina di titoli tra i quali alcuni dei primi cortometraggi della Edison, pubblicato dalla 2004 National Film Preservation Foundation e distribuito dall'Image Entertainment.